# Мардале (Олт)
Мардале (рум. Mardale) насеље је у Румунији у округу Олт у општини Вулпени. Oпштина се налази на надморској висини од 165 m.

## Становништво
Према подацима из 2002. године у насељу је живело 60 становника, од којих су сви румунске националности.